# Högbrändö
Högbrändö är en ö i Finland. Den ligger i Finska viken och i kommunen Ingå i den ekonomiska regionen  Raseborg i landskapet Nyland, i den södra delen av landet. Ön ligger omkring 45 kilometer väster om Helsingfors.
Öns area är 8 hektar och dess största längd är 450 meter i sydväst-nordöstlig riktning. Ön höjer sig omkring 15 meter över havsytan.